# Euphorbia tescorum
Euphorbia tescorum är en törelväxtart som beskrevs av Susan Carter. Euphorbia tescorum ingår i släktet törlar, och familjen törelväxter. Inga underarter finns listade i Catalogue of Life.